# Vegaviidae
Famille
Genres de rang inférieur
- † Vegavis Clarke et al.[1], 2005
- † Polarornis Chatterjee et al.[2], 2002
- † Australornis Mayr et Scofield[3], 2014
- † Neogaeornis Lambrecht[4], 1929
- † Maaqwi McLachlan et al.[5], 2017

Les Vegaviidae (ou végaviidés) sont une famille fossile d'oiseaux aquatiques et plongeurs, dont la position phylogénétique est fortement débattue. Cette famille a vécu de la fin du Crétacé supérieur (Maastrichtien) jusqu'au Paléocène inférieur, il y a entre environ 70 et 66 millions d'années (Ma). Les genres rattachés ont été presque exclusivement trouvés dans les zones maritimes de l’hémisphère Sud.

## Étymologie
Le nom de la famille est dérivé du genre type Vegavis. Il est formé à partir du nom de l'Île Vega, en Antarctique, où a été découvert le genre Vegavis, décrit en 2005, du terme latin « avis », pour oiseau, et du suffixe « -dae » propre aux noms de familles.

## Historique
C'est la découverte puis la description en 2017 d'un nouveau spécimen quasi complet de Vegavis (spécimen MACN-PV 19.748) qui conduit F. L. Agnolin et ses collègues à créer un nouveau taxon, la famille des Vegaviidae, décrits comme des oiseaux (Aves) de l'infra-classe des Neognathae et de l'ordre des Anseriformes (canards, oies, cygnes...), où ils occupent une position basale,.

## Liste des genres
Pour ses créateurs, la famille des Vegaviidae inclut quatre genres :
- † Vegavis Clarke et al., 2005 du Maastrichtien (Crétacé supérieur) de l'Antarctique[1],[8] ;
- † Polarornis Chatterjee et al., 2002 découvert également dans le Maastrichtien de l'Antarctique[2] ;
- † Australornis Mayr et Scofield, 2014 du Paléocène de Nouvelle-Zélande[3] ;
- † Neogaeornis Lambrecht, 1929 du Maastrichtien du Chili[4].

Sandy McLachlan et ses collègues y ont ajouté fin 2017 une nouvelle espèce découverte dans le Crétacé supérieur (Campanien) de la Colombie-Britannique (Canada) :
- † Maaqwi McLachlan et al., 2017[5].

## Classification
Dès la création de cette famille, sa position phylogénétique et les genres qui lui sont rattachés ont suscité des débats parmi les chercheurs.
En 2017, H. Worthy et ses collègues conduisent une analyse phylogénétique complète des taxons éteints (comme Vegavis et les Lithornithidae) et les taxons vivants de Galloanserae, Neoaves et Palaeognathae,. Ils concluent que le super-ordre des Galloanserae est monophylétique et contient quatre clades, dont deux fossiles :
- Galliformes ;
- Anseriformes ;
- † Gastornithiformes ;
- † Vegaviiformes, un nouveau taxon (ordre) qu'ils créent, et qui renferme uniquement la famille des Vegaviidae et le genre Vegavis[9],[10].

À la fin de 2017, Sandy M. S. McLachlan et ses collègues décrivent des restes fossiles partiels (coracoïde, humérus, cubitus et radius) d'un nouvel oiseau plongeur du Campanien supérieur (Crétacé supérieur) de la formation géologique de Northumberland, sur la petite île Hornby, près de l'île de Vancouver, en Colombie-Britannique : Maaqwi. Les auteurs le considèrent comme très proche de Vegavis, dont ils font le groupe frère dans la nouvelle famille des Vegaviidae. Ils concluent que les deux genres de cette famille sont des Ornithurae basaux, donc en dehors et en amont des oiseaux. C'est une analyse très différente des deux précédentes, mais qui est proche de celle de M. Wang en 2015.
Ces analyses phylogénétiques montrent des résultats très différents, changeant après l'introduction de chaque nouvelle espèce découverte. Elles confirment que la phylogénie des « oiseaux primitifs » en général, et des Vegaviidae en particulier, est loin d'être stabilisée.